# 도메니코 알베르티
도메니코 알베르티(Domenico Alberti, 1710년 경 ~ 1740년)는 베네치아의 작곡가, 연주자이자 성악가이다.
베네치아에서 태어나 작곡가 안토니오 로티 밑에서 공부했으며 하프시코드 연주자와 성악가로서 로마에 알려졌다.
그의 하프시코드 소나타는 펼침화음인 아르페지오형 화음 반주에 의해 주도되는데, 이것이 나중에 알베르티 베이스로 알려지게 된다. 이는 그가 처음 창안한 것은 아니지만, 이것을 지속적으로 사용해서 알려진 것이다. 이 반주 유형은 부드럽게 움직이는 화성을 배경으로 선율을 부각시킴으로써 선율의 우위를 요구하는 당시의 미적 기호를 만족시켰다. 알베르티 베이스는 하이든·베토벤·모차르트 등에 의해서도 많이 사용되었으며 19세기 작품에서도 나타난다.
알베르티의 소나타는 가수이며 하프시코드 연주가인 주세페 조치에 의해 표절되기도 했다.